# Суперкубок
Суперкубок — турнір, що традиційно проводиться переважно серед футбольних команд, і, як правило, відкриває сезон. Суперкубок розігрується між командами — переможцями Чемпіонату і Кубка минулого сезону. Іноді розігрується у двох матчах на домашніх полях команд, як, наприклад, Суперкубок Іспанії, але все ж частіше розіграш проводиться в одному матчі на нейтральному полі. Приставка Super вважається показником, що в цьому розіграші визначається найсильніша команда нації чи регіону. Тим не менше, статус чемпіона зберігається за номінальним переможцем Чемпіонату. Як правило, суперкубок не прийнято вважати ключовим трофеєм, він носить швидше показовий характер.

## Суперкубок з футболу

### Національні Суперкубки з футболу
- Суперкубок Англії
- Суперкубок Болгарії
- Суперкубок Греції
- Суперкубок Італії
- Суперкубок Нідерландів
- Суперкубок Польщі
- Суперкубок України
- Суперкубок Франції

### Континентальні Суперкубки
Також свої Суперкубки проводять континентальні футбольні федерації, такі, як:
- УЄФА — Суперкубок УЄФА
- Азійська конфедерація футболу — Суперкубок Азії
- Африканська конфедерація футболу — Суперкубок Африки
- КОНМЕБОЛ — Рекопа Південної Америки